# Racó Català
Racó Català (katalanische Ecke) ist eine Webseite, die nur die katalanische Sprache benutzt. Sie wird von Tirabol Produccions hergestellt, und sie begann am 4. März 1999. Sie wurde von Joan Camp, Oriol Morell und Guillem Sureda gegründet, die dann Studenten waren. Die Webseite treibt für die katalanische Unabhängigkeit von Spanien und sie hat keine Beziehung mit keiner politischen Partei. Sie befasst sich mit kulturellen, sozialen oder allgemeinen Themen aus allen katalanischen Ländern. Sie hat auch viele Onlinekampagnen für die Verteidigung der katalanischen Sprache. Am Anfang von 2013 hatte sie mehr als 20.000 registrierte Benutzer, und in ihrem interaktiven Internetforum sind fast 5 Millionen Nachrichten veröffentlicht worden. Im Februar 2013 wurde sie als die sechste besuchste digitale Zeitung zwischen den auf katalanische Sprache Webseiten gestellt, die durch die OJD ausgemessen wurden. Sie hatte dann auch 330.000 monatliche einmalige Besucher. Im September 2015 empfing sie 418.747 einmalige Besucher nach der OJD.
Nach ETAs terroristischen Anschlägen in Burgos und Majorca während des Sommers von 2009, ertrug Racó Català eine Beleidigungskampagne von ein paar rechtsextremisten spanischen Medien und Internetforen, die der Nationalismus und Kampf für die Unabhängigkeit von Katalonien des Racó Catalàs mit der Verteidigung des Terrorismus verbanden.
Die Organisation von Racó Català hat Subventionen von der Kommunicationsmedienabteilung der Generalitat de Catalunya (katalanischen regionalen Regierung) erhalten. Sie sind Mitglieder der katalanischen Gesellschaft von freien Zeitungen.
Der digitale Journalist Saül Gordillo veröffentlichte in Racó Català die wichtigsten Artikel von seinem Blog von 23. Mai 2006 bis Juni 2009. In 2007 verlieh man dem Racó Català den Jaume-I-Preis von der kulturellen Institution von der Franja de Ponent, und im April 2013 verlieh man ihnen den Joan-Coromines-Preis von der koordinierten Vereinen für die katalanische Sprache.